# 松江連隊区
松江連隊区（まつえれんたいく）は、大日本帝国陸軍の連隊区の一つ。島根県の一部または全域の徴兵・召集等兵事事務を取り扱った。鳥取県・岡山県・広島県の一部を管轄した時期もあった。実務は松江連隊区司令部が執行した。1945年（昭和20年）、同域に松江地区司令部が設けられ、地域防衛体制を担任した。

## 沿革
日本陸軍の内地19個師団体制に対応するため陸軍管区表が改正（明治40年9月17日軍令陸第3号）となり、1907年（明治40年）10月1日、松江連隊区が設置され、島根県・鳥取県・岡山県の一部が管轄区域に定められ、第17師管第34旅管に属した。
1925年（大正14年）4月6日、日本陸軍の第三次軍備整理に伴い陸軍管区表が改正（大正14年軍令陸第2号）され、同年5月1日、旅管は廃され第10師管の所属となり、管轄区域が変更された。
1940年（昭和15年）8月1日、松江連隊区は中部軍管区姫路師管に属することとなった。1941年（昭和16年）4月1日、松江連隊区は西部軍管区広島師管へ移管された。同年11月1日、浜田連隊区が廃止され、管轄区域が島根県全域となった。
1945年2月11日、広島師管が中部軍管区に編入された。同年には作戦と軍政の分離が進められ、軍管区・師管区に司令部が設けられたのに伴い、同年3月24日、連隊区の同域に地区司令部が設けられた。地区司令部の司令官以下要員は連隊区司令部人員の兼任である。同年4月1日、広島師管は広島師管区と改称された。同年6月12日、広島師管区は中国軍管区に改組された。

## 管轄区域の変遷
1907年10月1日、松江連隊区が新設され、管轄区域が次のとおり定められた。島根県区域は浜田連隊区から松江市・八束郡・能義郡・大原郡・仁多郡・飯石郡を、旧隠岐警備隊区から周吉郡・穏地郡・隠海士郡・知夫郡を編入。鳥取県区域は鳥取連隊区から、岡山県阿哲郡は福山連隊区から編入した。
- 島根県

松江市・八束郡・能義郡・大原郡・仁多郡・飯石郡・周吉郡・穏地郡・海士郡・知夫郡
- 鳥取県

西伯郡・日野郡
- 岡山県

阿哲郡
1915年（大正4年）9月13日、福山連隊区から広島県比婆郡を編入し、浜田連隊区へ島根県飯石郡を移管した。
1925年5月1日、管轄区域が次のとおり変更された。鳥取連隊区から気高郡・東伯郡を編入。岡山県阿哲郡を岡山連隊区へ、広島県比婆郡を福山連隊区へ移管した。また、島根県周吉郡・穏地郡・海士郡・知夫郡の表記を隠岐島に変更した。
- 島根県

松江市・八束郡・能義郡・大原郡・仁多郡・隠岐島
- 鳥取県

気高郡・東伯郡・西伯郡・日野郡
1931年（昭和6年）1月1日、管轄区域に鳥取県米子市を加えた。
1941年4月1日、鳥取県区域を鳥取連隊区へ移管し、島根県区域のみとなった。同年11月1日、浜田連隊区が廃止され、その旧管轄区域を編入し島根県全域を管轄した。その後、廃止されるまで変更はなかった。

## 司令官
松江連隊区
- 石井弥四郎 歩兵少佐：1907年10月3日 - 1911年9月6日
- 田村勝市 歩兵少佐：1911年9月6日 - 1912年2月22日
- 吉田録郎 歩兵中佐：1912年2月22日 - 1916年11月15日
- 木村益三 歩兵中佐：1916年11月15日 - 1918年7月24日[14]
- 永田小太郎 歩兵大佐：1918年7月24日[14] - 1921年6月28日[15]
- 柴田繁枝 歩兵中佐：1921年6月28日[15] - 1923年8月6日[16]
- 伊木壮五郎 歩兵大佐：1923年8月6日[16] - 1926年3月2日[17]
- 春山茂松 歩兵中佐：1926年3月2日[17] - 1927年7月26日[18]
- 高橋英一 歩兵大佐：1927年7月26日[18] - 1929年3月16日[19]
- 岩田義信 歩兵大佐：1929年3月16日[19] - 1930年3月6日[20]
- 鋤柄政治 歩兵中佐：1930年3月6日[20] - 1931年8月1日[21]
- 畑中金二 歩兵大佐：1931年8月1日[21] - 1933年3月18日[22]
- 池田一 歩兵中佐：1933年3月18日[22] -
- 小川全勝 大佐：1942年10月8日[23] - 1944年12月26日
- 橋本熊吾 大佐：1944年12月26日[24] - 1945年3月31日

松江連隊区兼松江地区司令官
- 小川全勝 陸軍少将：1945年3月31日[25] -